# AGM-154 Joint Standoff Weapon
L'AGM-154 Joint Standoff Weapon, ou JSOW, est une bombe guidée planante américaine. Elle est le fruit d'une collaboration entre l'US Navy et l'US Air Force visant à produire une arme standardisée de précision à moyenne portée, plus particulièrement destinée à engager les cibles bien défendues tout en restant à bonne distance des systèmes de défense antiaérienne classiques. Cette solution technique permet d'améliorer de manière importante la survie des aéronefs, tout en minimisant les risques de pertes de pilotes au combat.

## Caractéristiques
L'AGM-154 est une famille de bombes planantes appartenant à la classe des 1 000 livres (454 kg). Destinées à être des armes hautement létales et à faible coût, elles apportent à leur utilisateur des capacités « Standoff » (tirs effectués à distance de sécurité), permettant d'atteindre des cibles à des distances d'environ 22 km (largage à basse altitude) et allant jusqu'à plus de 120 km (largage à haute altitude). De par ces caractéristiques, la JSOW peut être utilisée en toute sécurité contre de très nombreux types de cibles, même bien défendues.
Il s'agit d'une arme « launch and leave », dont le principe est similaire à celui des missiles de type « Tire et oublie », l'arme étant larguée puis faisant sa route de manière autonome. À cette fin, elle est équipée d'un système de guidage combiné inertiel + GPS, qui lui permet en outre d'être utilisable de jour comme de nuit et dans toutes les conditions météo. Sur l'AGM-154A (JSOW-A), le guidage terminal est également assuré par ce système, alors que l'AGM-154C (JSOW-C) a recours à un autodirecteur à infrarouge.
D'après les résultats d'une série de tests menée par le Weapon System Explosives Safety Review Board (WSESRB), une unité de sécurité créée par l'US Navy à la suite de l'accident de l'USS Forrestal de 1967, le temps de "cuisson" (le temps qui s'écoule lorsqu'une munition est soumise à la chaleur, avant qu'elle n'explose) serait d'environ 2 minutes et 11 secondes.

## Développement
D'une longueur de 4,10 m pour une masse d'environ 450 kg, la JSOW avait été initialement prévue d'être produite en trois variantes, chacune utilisant un véhicule aérien commun (le fuselage de la bombe lui-même), mais avec des charges militaires différentes. La JSOW-A est entrée en service en 1999. La JSOW-B a été développée par l'US Navy et l'US Air Force jusqu'à la phase de tests opérationnels, mais la Navy a finalement refusé de se munir de l'arme, à la suite du retrait de l'Air Force du programme. L'AGM-154C (JSOW-C, aussi appelée « JSOW BROACH ») est entrée en service en février 2005.

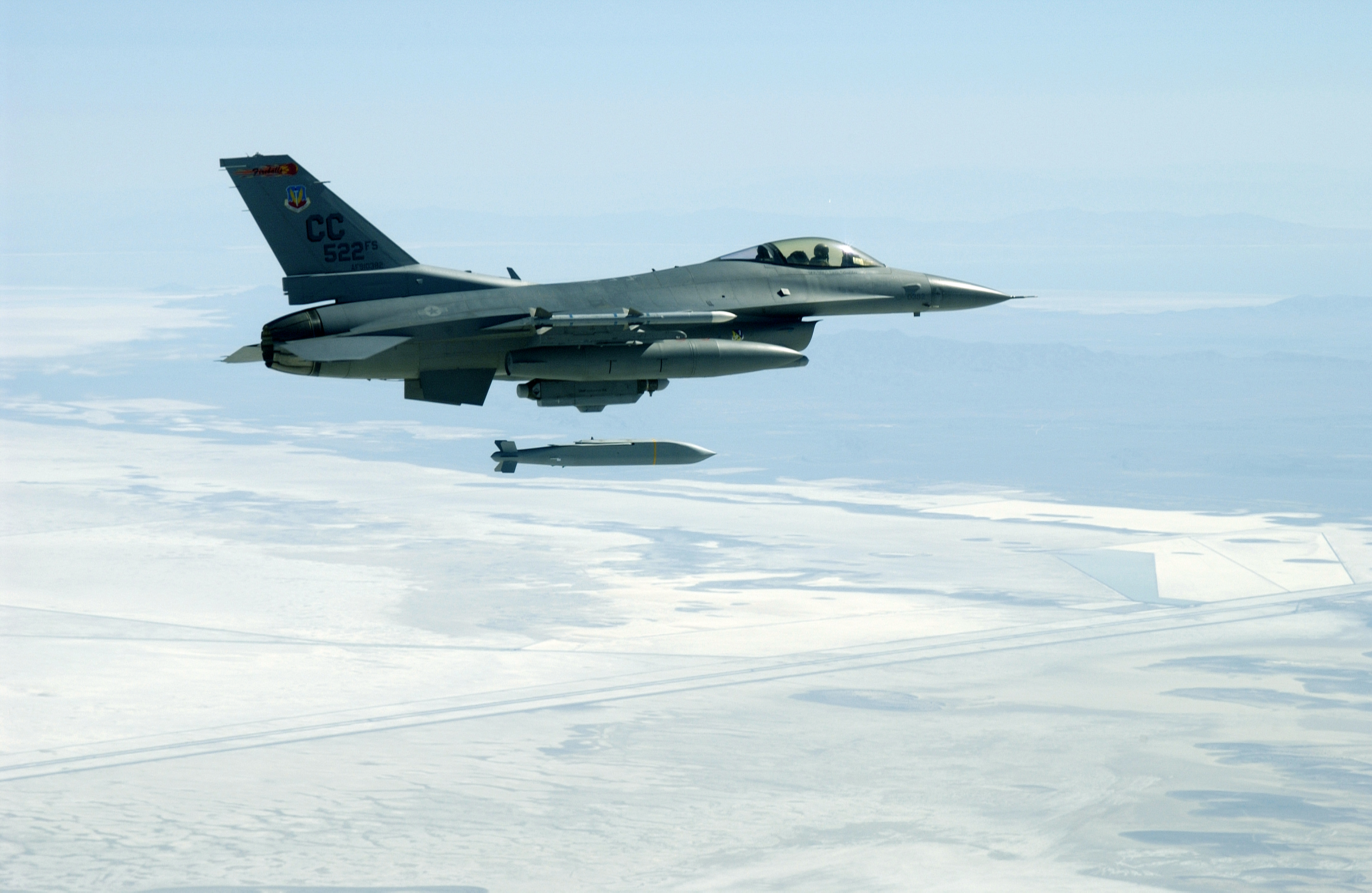
Un F-16C largue une JSOW au-dessus de l'Utah Test and Training Range.

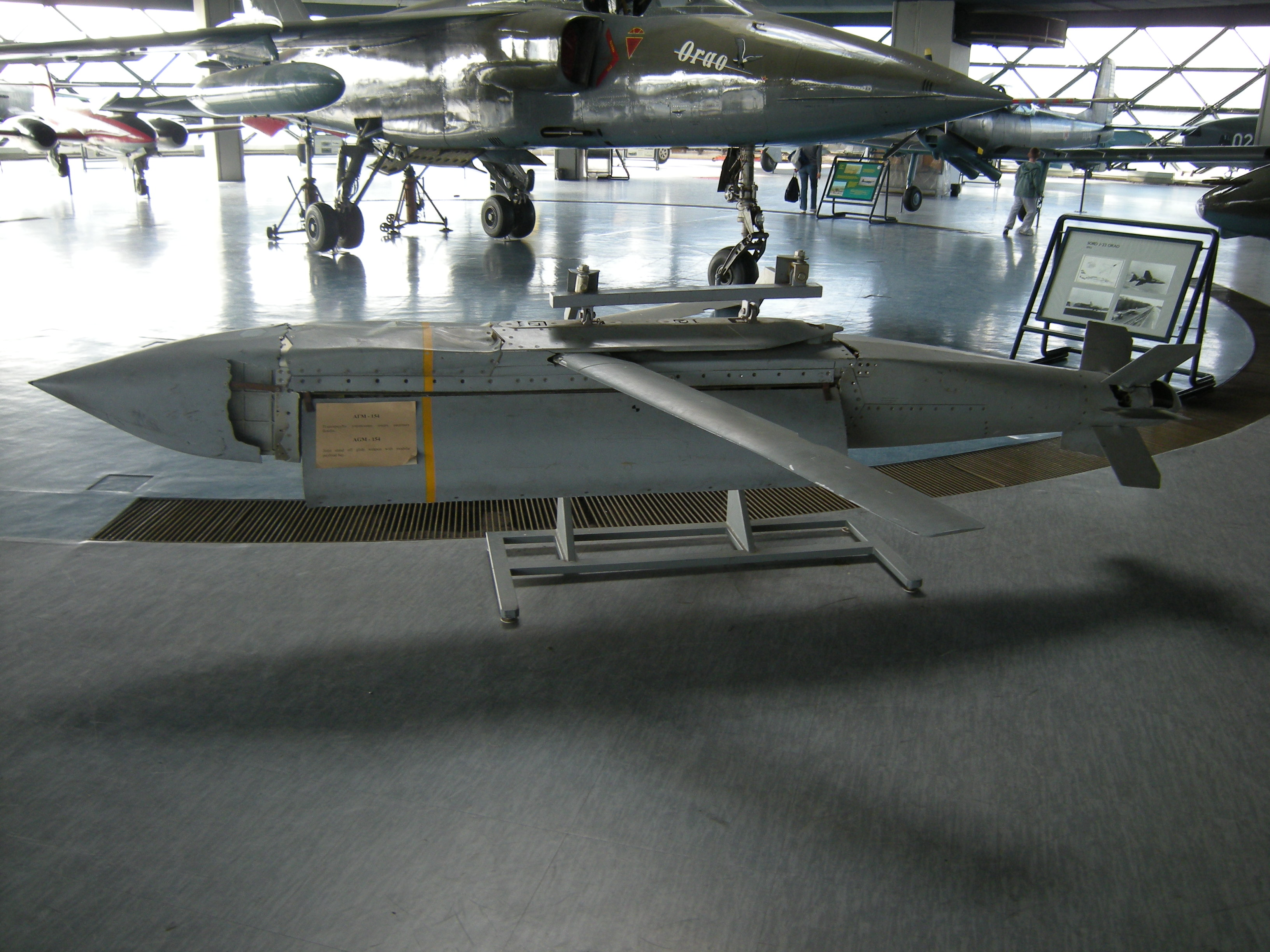
Une JSOW à sous-munitions utilisée pendant l'opération Allied Force, exposée au musée de l'aviation de Belgrade, en Serbie.

Pendant les années 1990, la JSOW était considérée comme étant issue de l'un des programmes de développement les plus réussis de l'histoire du département de la Défense des États-Unis, le système ayant été mis en service opérationnel un an avant la date prévue sur le calendrier. Contrairement à la plupart des autres armes guidées et avions, le système n'avait jamais été victime de problèmes de gestion de poids et avait été mis en service avec la masse prévue au départ par le cahier des charges. La bombe incorporait un nouveau type de fusée, mais elle fut capable de recevoir l'autorisation d'emploi par un organisme de sécurité indépendant dans un laps de temps record. Beaucoup d'observateurs mirent cette réussite sur le compte du type de gestion employé par le département de la Défense et la compagnie Texas Instruments. Après une compétition de sélection, le personnel du programme fut organisé en équipes intégrées avec des membres du gouvernement, de Texas Instruments et des principaux sous-traitants. La JSOW fut récompensée en 1996 avec un Laurels Award de la part de la revue spécialisée Aviation Week & Space Technology. Il s'agit là d'un événement sortant de l'ordinaire, car ce genre de récompense est habituellement réservé à de plus gros systèmes. En raison de son histoire, le programme JSOW est désormais utilisé comme cas d'école pour le développement d'autres programmes, ainsi qu'il est parfois cité dans les recherches académiques sur la gestion de programmes.
Coût des programmes
- AGM-154A : 3 327 000 $ ;
- AGM-154B : 2 033 500 $ ;
- AGM-154C : 5 608 000 $.

L'US Air Force a terminé la production de la JSOW au cours de l'année fiscale 2005, l'US Navy étant alors la seule armée à obtenir de nouvelles bombes.

## Versions

### AGM-154A (JSOW-A)

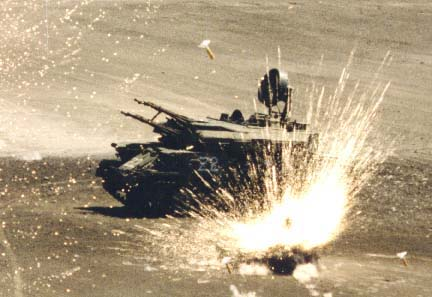
Un ZSU-23-4 pris pour cible, lors d'un tir d'exercice d'AGM-154A.

La charge militaire de la version de base de l'AGM-154 consiste en 14 sous-munitions BLU-97/B CEB. Ces petites bombes possèdent une charge creuse pour vaincre les blindages, un emballage à fragmentation pour la destruction de matériels et un anneau de zirconium pour produire un effet incendiaire.

### AGM-154B (JSOW-B)
La charge militaire de la version antiblindage de l'AGM-154 était la BLU-108/B (en), provenant du programme Sensor-fuzed weapon (en) de l'US Air Force. La JSOW-B pouvait emporter six de ces sous-munitions. Chacune pouvait contenir quatre projectiles (24 au total par bombe), qui employaient des capteurs à infrarouge pour détecter leur cible. Quand la sous-munition détectait qu'elle était alignée avec une cible, elle explosait, créant ainsi un pénétrateur (formé par l'explosion) capable de traverser le blindage d'un véhicule. Ce programme était arrivé à la fin de son développement mais la Navy refusa de commander l'arme lorsque l'Air Force se retira du programme.

### AGM-154C (JSOW-C)
La version à charge unitaire de l'AGM-154 emploie une munition de type « BROACH », correspondant en fait à une double charge creuse en tandem. Elle est constituée d'une charge creuse WDU-44 (ouvrant le passage) et d'une WDU-45 (la charge principale). La bombe est dotée d'un autodirecteur à infrarouge autonome, assurant la dernière phase de son guidage vers sa cible. Elle est destinée à attaquer des cibles renforcées et est entrée en service avec l'US Navy en février 2005.

## Production et évolutions
La production à grande échelle commença le 29 décembre 1999. En juin 2000, Raytheon fut sollicitée pour concevoir un équipement électronique amélioré, permettant de diminuer les risques de brouillage du signal GPS utilisé par le système de guidage de croisière de la bombe. Ce problème fut résolu avec la sortie de la version Block II de l'arme, qui intégrait de multiples nouvelles solutions visant à réduire les coûts et un module antibrouillage Selective Availability Anti-Spoofing Module 'SAASM). La production de la deuxième version de l'arme fut démarrée en mars 2007
La JSOW contient une interface de contrôle et d'utilisation modulaire, lui permettant de faire face avec facilité à de futures évolutions ou apparitions de versions supplémentaires, ce qui est généralement fréquent avec ce type d'arme. La structure de la bombe est souvent présentée comme étant un « camion », à l'intérieur duquel les possibilités de transport de charges seraient assez nombreuses et variées. La compagnie Raytheon a investi une somme d'argent considérable dans ce programme et va certainement chercher à faire durer les contrats passés avec le gouvernement américain aussi longtemps que possible, certainement en proposant assez régulièrement des mises à jour du système et de nouvelles options, en correspondance avec de nouvelles missions et de nouvelles cibles.

### JSOWBlock III(JSOW-C1)
En mai 2007, Raytheon reçut un contrat pour le développement de la troisième version de la bombe, qui ajoutait à la JSOW-C une liaison de données liaison 16 et la capacité à engager des cibles maritimes en mouvement. Elle devait être produite en série à partir de 2009. Les trois premiers tirs ont été effectués en août 2011 depuis un F/A-18F Hornet. La JSOW-C1 a terminé ses tests d'intégration en janvier 2015 et doit désormais subir les tests opérationnels. Elle devrait être délivrée aux forces à partir de 2016.

### AGM-154A-1 (JSOW-A1)
En parallèle à la version C1, Raytheon est également en train de développer une version A1, destinée aux ventes à l'étranger. Cette bombe voit sa charge militaire d'origine remplacée par une BLU-111/B, permettant d'améliorer ses effets de souffle et de fragmentation, tout en s'affranchissant des problèmes de sous-munitions non explosées qui accompagnaient fréquemment l'utilisation de la BLU-97/B.

### PoweredJSOW (JSOW-ER)
En 2005, un turboréacteur Hamilton-Sundstrand TJ-150, d'une poussée de 1,07 kN, était testé pour équiper cette version de l'AGM-154, dont le suffixe « ER » correspond à « Extended Range » (portée étendue). Cette arme voit sa portée allongée de 130 à près de 560 km,,.
En 2007, Raytheon a débuté la conception de la JSOW-ER et, après six ans de développement et quelques soucis mineurs au niveau de l'alimentation en carburant, cette arme a terminé ses tests en 2013. Une démonstration de vol libre de la bombe a été effectuée avec succès en novembre 2009,, soit une année après les prévisions de Raytheon. Elle était normalement prévue pour la production en série en 2011.
Bien que les armées américaines n'aient pas exprimé un besoin immédiat de cette JSOW motorisée, en 2000, les désignations AGM-154D et AGM-154E ont été attribuées à cette variante de la bombe, correspondant respectivement aux versions motorisées des AGM-154A et AGM-154C.

## Histoire opérationnelle

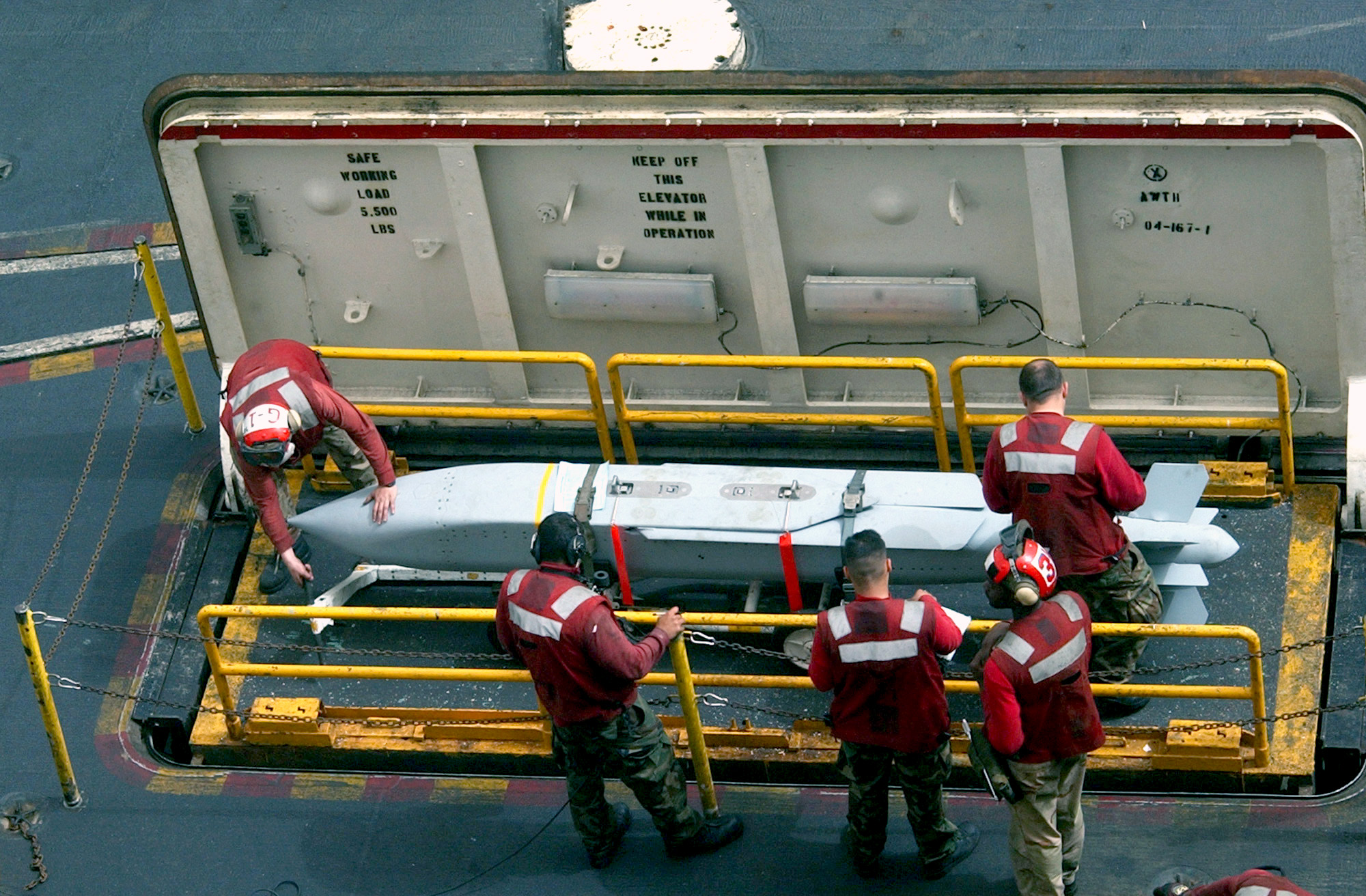
Un AGM-154 est monté sur le pont d'envol du USS Kitty Hawk (CV-63) avant d'être accroché sous un avion partant en mission, en 2003.

L'AGM-154A a été la première version employée au combat. Elle est traditionnellement employée pour les dangereuses missions SEAD (Suppression of Enemy Air Defenses), aussi connues sous le nom de Wild Weasel, visant à détruire les défenses antiaériennes avant que les avions d'attaque arrivent sur zone. Les tests de déploiement initiaux furent effectués à bord de l'USS Nimitz (CVN-68) puis de l'USS Dwight D. Eisenhower (CVN-69).
Le premier déploiement au combat a eu lieu au-dessus du sud de l'Irak, le 17 décembre 1998, par un F/A-18C Hornet des « Checkerboards » du VMFA-312 du Carrier Air Wing 3 embarqué à bord de l'USS Enterprise pendant l'opération Desert Fox. La distance franchissable en vol plané par la bombe a permis d'atteindre une cible placée dans les faubourgs sud de Bagdad. Depuis cette première action, cette arme a accumulé les bons résultats. Toutefois, dans un registre bien moins glorieux, elle a parfois été victime de gros problèmes, comme le prouve cet événement, qui s'est déroulé en février 2001 : Un groupe d'assaut de F/A-18, provenant de l'USS Harry S. Truman (CVN-75) a lancé une attaque massive (20 bombes) contre des sites de défense antiaérienne irakiens, mais presque toutes les bombes ont manqué leur cible ! La cause de cette grosse déconvenue était en fait un problème de logiciel, qui a rapidement été résolu.
Entre 1998 et 2006, au moins 400 de ces armes ont été utilisées, au cours des conflits suivants :
- Opération Desert Fox
- Opération Southern Watch
- Opération Allied Force
- Opération Enduring Freedom
- Opération liberté irakienne

## Aéronefs compatibles
- US Navy : F/A-18C/D Hornet, F/A-18E/F Super Hornet ;
- US Air Force : F-16 Block 40/50, B-1B Lancer, B-2A Spirit, B-52H Stratofortress, F-15E Strike Eagle, Lockheed Martin F-35 Lightning II.

## Utilisateurs
Cette bombe est actuellement (2015) en service au sein de la marine américaine. Des contrats de ventes militaires ont été signés avec la Pologne et la Turquie, où elles seront utilisées par des chasseurs F-16. D'autres contrats sont également en cours de signature par la Finlande, la Grèce, et Singapour.
- États-Unis : La production totale de ces armes pour l'armée américaine devrait dépasser les 20 000 unités[12] ;
- Arabie saoudite : Commande de 973 AGM-154C, auxquels s'ajoutent dix unités d'entraînement[19] ;
- Australie[20] : AGM-154C portées au standard Block III[21] ;
- Canada[10] ;
- Émirats arabes unis : En commande[19] ;
- Finlande : Opérationnelle vers 2015[22] ;
- Grèce : Achat de 50 exemplaires de la JSOW-A1, pour un montant de 30 022 725 dollars[15],[23] ;
- Maroc : En commande pour équiper les F-16 des forces royales air[24] ;
- Pays-Bas : Le gouvernement des Pays-Bas a annoncé, le 7 novembre 2007, qu'il était en train de commencer une évaluation avant d'équiper ses F-16 de la JSOW ;
- Pologne : 78 missiles[15] ;
- Singapour : Au sein d'un énorme contrat d'achat d'armements, d'une valeur totale de 962 millions de dollars, se trouvent 30 AGM-154A-1 et 30 AGM-154C JSOW[18] ;
- Taïwan : 56 AGM-154C commandés en 2017 pour 185,5 millions de dollars américains[25] ;
- Turquie : Bombes AGM-154A-1 et AGM-154C[14]